# Neysa McMein

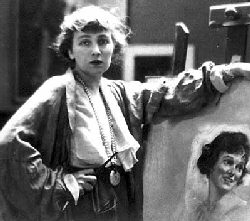
Neysa McMein in haar Atelier, 1918

Neysa McMein (werkelijke naam Marjorie Moran)  (Quincy (Illinois), 24 januari 1888 – New York, 12 mei 1949) was een Amerikaanse kunstenares.

## Biografie
Zij studeerde bij het Art Institute of Chicago en in 1913 ging zij naar New York. Na een korte periode als actrice wendde ze zich tot commerciële kunst. Op advies van een numeroloog nam zij de naam Neysa aan. 
McMein studeerde een paar maanden aan de Art Students League of New York, en in 1914 verkocht zij haar eerste tekening aan de Boston Star. Het volgende jaar verkocht ze een omslag aan The Saturday Evening Post. Haar pasteltekeningen van gezonde Amerikaanse meisjes bleken zeer populair en dat bracht haar veel opdrachten. Tijdens de Eerste Wereldoorlog tekende ze posters voor de Verenigde Staten en de Franse regering en bracht zes maanden in Frankrijk door als docent en entertainer.
Van 1923 tot 1937 heeft McMein alle omslagen voor McCall's Magazine gemaakt. Ze heeft ook gewerkt voor  McClure's, Liberty, Woman's Home Companion, Collier's, Photoplay en andere tijdschriften. Ze maakte ook reclametekeningen voor Palmolive Soap en Lucky Strike sigaretten.  
Ze werd een vast lid van de Algonquin Round Table set, samen met Alexander Woollcott, Alice Duer Miller, Harpo Marx en Jascha Heifetz . Franklin Pierce Adams, Robert Benchley, Edna Ferber, Irving Berlin, George Gershwin en Bernard Baruch waren vrienden.
In 1921 was McMein een van de eersten die zich aansloot bij de Lucy Stone League, een organisatie die streed voor vrouwen om hun geboortenaam te behouden na het huwelijk op de manier van Lucy Stone. 
Samen met de kunstenaars Howard Chandler Christy en Harrison Fisher vormde McMein de Motion Picture Classic magazine's Fame and Fortune wedstrijdjury van 1921/1922, de ontdekkers van Clara Bow.
In 1923 trouwde ze met John C. Baragwanath, een mijningenieur en auteur. Het was een open huwelijk, en hoewel het fatsoen in het algemeen werd gerespecteerd, waren er uitzonderingen.
Haar niet-commerciële ambities lagen op het gebied van portretstudies, eerst in pastel en later in olieverf. Met de daling van de populariteit van haar stijl van de commerciële kunst in de latere jaren 1930 ging zij steeds meer over op portretten. Onder haar uitgevoerde opdrachten waren deze bekende figuren: Warren G. Harding, Herbert Hoover, Edna St. Vincent Millay, Anne Morrow Lindbergh, Dorothy Parker, Janet Flanner Katharine Cornell, Helen Hayes, Dorothy Thompson, Anatole France, Charlie Chaplin, Charles Evans Hughes en graaf Ferdinand von Zeppelin.